# Busigny
Busigny é uma comuna francesa na região administrativa de Altos da França, no departamento de Nord. Estende-se por uma área de 16,47 km². Em 2010 a comuna tinha 2 498 habitantes (densidade: 151,7 hab./km²).